# Nederland op het wereldkampioenschap voetbal 1974
Nederland was een van de 16 deelnemende landen van het Wereldkampioenschap voetbal 1974 in West-Duitsland. Dit was de eerste keer sinds 1938. Onder leiding van Rinus Michels en František Fadrhonc werd de finale gehaald, waarin het Nederlandse team van West-Duitsland verloor met 2-1. Bij terugkomst in Nederland werden de voetballers als kampioenen onthaald.
Na de kwalificatie werd Michels in januari 1974 als supervisor bij het Nederlands elftal gehaald naast Fadrhonc die bondscoach bleef. De staf bestond verder uit assistent Cor van der Hart en verzorger Pierre van den Akker.

## Kwalificatie
Onder leiding van bondscoach František Fadrhonc speelde het Nederlands elftal de volgende kwalificatiewedstrijden:
- 11 november, 1972, Rotterdam, Nederland -  Nederland -  Noorwegen 9 - 0
- 19 november, 1972, Antwerpen, België -  België -  Nederland 0 - 0
- 22 augustus, 1973, Amsterdam, Nederland -  Nederland -  IJsland 5 - 0
- 29 augustus, 1973, Deventer, Nederland -  IJsland -  Nederland 1 - 8
- 12 september, 1973, Oslo, Noorwegen -  Noorwegen -  Nederland 1 - 2
- 18 november, 1973, Amsterdam, Nederland -  Nederland -  België 0 - 0

| Land      | Wed | W | G | V | DV | DT | Ptn |
| --------- | --- | - | - | - | -- | -- | --- |
| Nederland | 6   | 4 | 2 | 0 | 24 | 2  | 10  |
| België    | 6   | 4 | 2 | 0 | 12 | 0  | 10  |
| Noorwegen | 6   | 2 | 0 | 4 | 9  | 16 | 4   |
| IJsland   | 6   | 0 | 0 | 6 | 2  | 29 | 0   |

Nederland kwalificeerde zich door een beter doelpuntensaldo.

## Eindronde

### Groepsfase

#### Groep C
15 juni 1974
| Nederland | 2-0 | Uruguay |  |
| Bulgarije | 0-0 | Zweden  |  |

19 juni 1974
| Nederland | 0-0 | Zweden  |  |
| Bulgarije | 1-1 | Uruguay |  |

23 juni 1974
| Nederland | 4-1 | Bulgarije |  |
| Zweden    | 3-0 | Uruguay   |  |

| Land      | Wed | Win | Gel | Ver | DV | DT | +/− | Pnt |
| --------- | --- | --- | --- | --- | -- | -- | --- | --- |
| Nederland | 3   | 2   | 1   | 0   | 6  | 1  | 5   | 5   |
| Zweden    | 3   | 1   | 2   | 0   | 3  | 0  | 3   | 4   |
| Bulgarije | 3   | 0   | 2   | 1   | 2  | 5  | -3  | 2   |
| Uruguay   | 3   | 0   | 1   | 2   | 1  | 6  | -5  | 1   |

### Tweede ronde

#### Groep 1
26 juni 1974
| Brazilië  | 1-0 | Duitse Democratische Republiek |  |
| Nederland | 4-0 | Argentinië                     |  |

30 juni 1974
| Nederland | 2-0 | Duitse Democratische Republiek |  |
| Brazilië  | 2-1 | Argentinië                     |  |

3 juli 1974
| Nederland  | 2-0 | Brazilië                       |  |
| Argentinië | 1-1 | Duitse Democratische Republiek |  |

| Land                           | Wed | Win | Gel | Ver | DV | DT | +/- | Pnt |
| ------------------------------ | --- | --- | --- | --- | -- | -- | --- | --- |
| Nederland                      | 3   | 3   | 0   | 0   | 8  | 0  | 8   | 6   |
| Brazilië                       | 3   | 2   | 0   | 1   | 3  | 3  | 0   | 4   |
| Duitse Democratische Republiek | 3   | 0   | 1   | 2   | 1  | 4  | -3  | 1   |
| Argentinië                     | 3   | 0   | 1   | 2   | 2  | 7  | -5  | 1   |

Nederland naar de finale.

### Finale
In de finale op 7 juli kwam Nederland in de tweede minuut via een penalty van Neeskens op voorsprong, nog vóórdat de Duitsers balbezit hadden gehad. Een penalty van Paul Breitner halverwege de eerste helft en een goal van Gerd Müller vlak voor rust bezorgden West-Duitsland de wereldtitel.
Later gingen alle spelers bij de toenmalige koningin Juliana op bezoek. Michels, Fadrhonc, Van den Akker en Cruijff kregen op het Catshuis van minister-president Joop den Uyl een lintje en werden Ridder in de Orde van Oranje-Nassau.

### Zwembadincident
Tijdens het toernooi zorgde een artikel in het Duitse blad Bild voor ophef. In het zwembad van het Nederlandse hotel werden onbekende vrouwen met de Nederlandse spelers gezien; het zogenaamde zwembadincident.

## Selectie
De selectie bestond uit 22 man 
| No. | Naam                 | Toenmalige club | Positie      | W |   |   | D |   |   |   |
| 1   | Ruud Geels           | Club Brugge     | Aanval       | 0 | 0 | 0 | 0 | 0 | 0 | 0 |
| 2   | Arie Haan            | Ajax            | Verdediger   | 7 | 0 | 0 | 0 | 0 | 0 | 0 |
| 3   | Willem van Hanegem   | Feyenoord       | Middenvelder | 7 | 0 | 2 | 0 | 2 | 0 | 0 |
| 4   | Kees van Ierssel     | FC Twente       | Verdediger   | 0 | 0 | 0 | 0 | 0 | 0 | 0 |
| 5   | Rinus Israël         | Feyenoord       | Verdediger   | 3 | 3 | 0 | 0 | 0 | 0 | 0 |
| 6   | Wim Jansen           | Feyenoord       | Middenvelder | 7 | 0 | 0 | 0 | 1 | 0 | 0 |
| 7   | Theo de Jong         | Feyenoord       | Middenvelder | 4 | 4 | 0 | 1 | 0 | 0 | 0 |
| 8   | Jan Jongbloed        | FC Amsterdam    | Doelman      | 7 | 0 | 0 | 0 | 0 | 0 | 0 |
| 9   | Piet Keizer          | Ajax            | Aanvaller    | 1 | 0 | 0 | 0 | 0 | 0 | 0 |
| 10  | René van de Kerkhof  | PSV             | Middenvelder | 1 | 1 | 0 | 0 | 0 | 0 | 0 |
| 11  | Willy van de Kerkhof | PSV             | Middenvelder | 0 | 0 | 0 | 0 | 0 | 0 | 0 |
| 12  | Ruud Krol            | Ajax            | Verdediger   | 7 | 0 | 0 | 1 | 0 | 0 | 0 |
| 13  | Johan Neeskens       | Ajax            | Middenvelder | 7 | 0 | 2 | 5 | 2 | 0 | 0 |
| 14  | Johan Cruijff        | FC Barcelona    | Aanvaller    | 7 | 0 | 0 | 3 | 2 | 0 | 0 |
| 15  | Rob Rensenbrink      | RSC Anderlecht  | Aanvaller    | 6 | 0 | 2 | 1 | 0 | 0 | 0 |
| 16  | Johnny Rep           | Ajax            | Aanvaller    | 7 | 0 | 0 | 4 | 2 | 0 | 0 |
| 17  | Wim Rijsbergen       | Feyenoord       | Verdediger   | 7 | 0 | 1 | 0 | 0 | 0 | 0 |
| 18  | Piet Schrijvers      | FC Twente       | Doelman      | 0 | 0 | 0 | 0 | 0 | 0 | 0 |
| 19  | Pleun Strik          | PSV             | Verdediger   | 0 | 0 | 0 | 0 | 0 | 0 | 0 |
| 20  | Wim Suurbier         | Ajax            | Verdediger   | 7 | 0 | 1 | 0 | 1 | 0 | 0 |
| 21  | Eddy Treijtel        | Feyenoord       | Doelman      | 0 | 0 | 0 | 0 | 0 | 0 | 0 |
| 22  | Harry Vos            | Feyenoord       | Verdediger   | 0 | 0 | 0 | 0 | 0 | 0 | 0 |

In eerste instantie was een groep van veertig spelers geselecteerd, waaruit de definitieve selectie is samengesteld. Naast bovenstaande spelers maakten de volgende voetballers deel uit van deze groep:
Heinz Stuy, Barry Hulshoff, Gerrie Mühren en Jan Mulder (Ajax), Dick Schneider, Joop van Daele en Henk Wery (Feyenoord), Harry Lubse, Willy van der Kuijlen en Jan van Beveren (PSV), Epi Drost, Willem de Vries, René Notten en Theo Pahlplatz (FC Twente), Ton Thie (FC Den Haag), Cees Kornelis (NEC), Chris Dekker (FC Amsterdam) en Willy Brokamp (MVV).

## Afbeeldingen

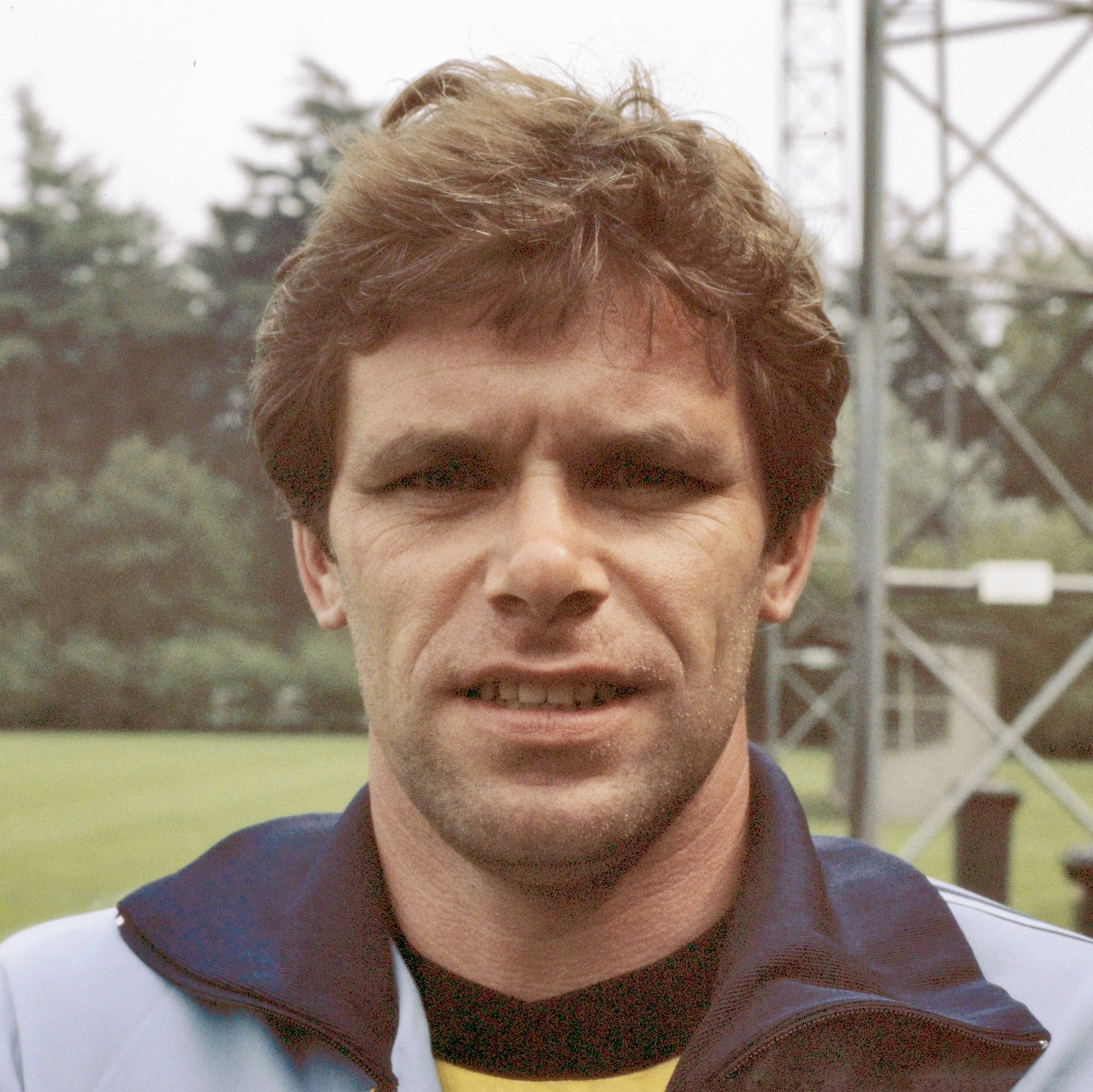
Jan Jongbloed (doelman)
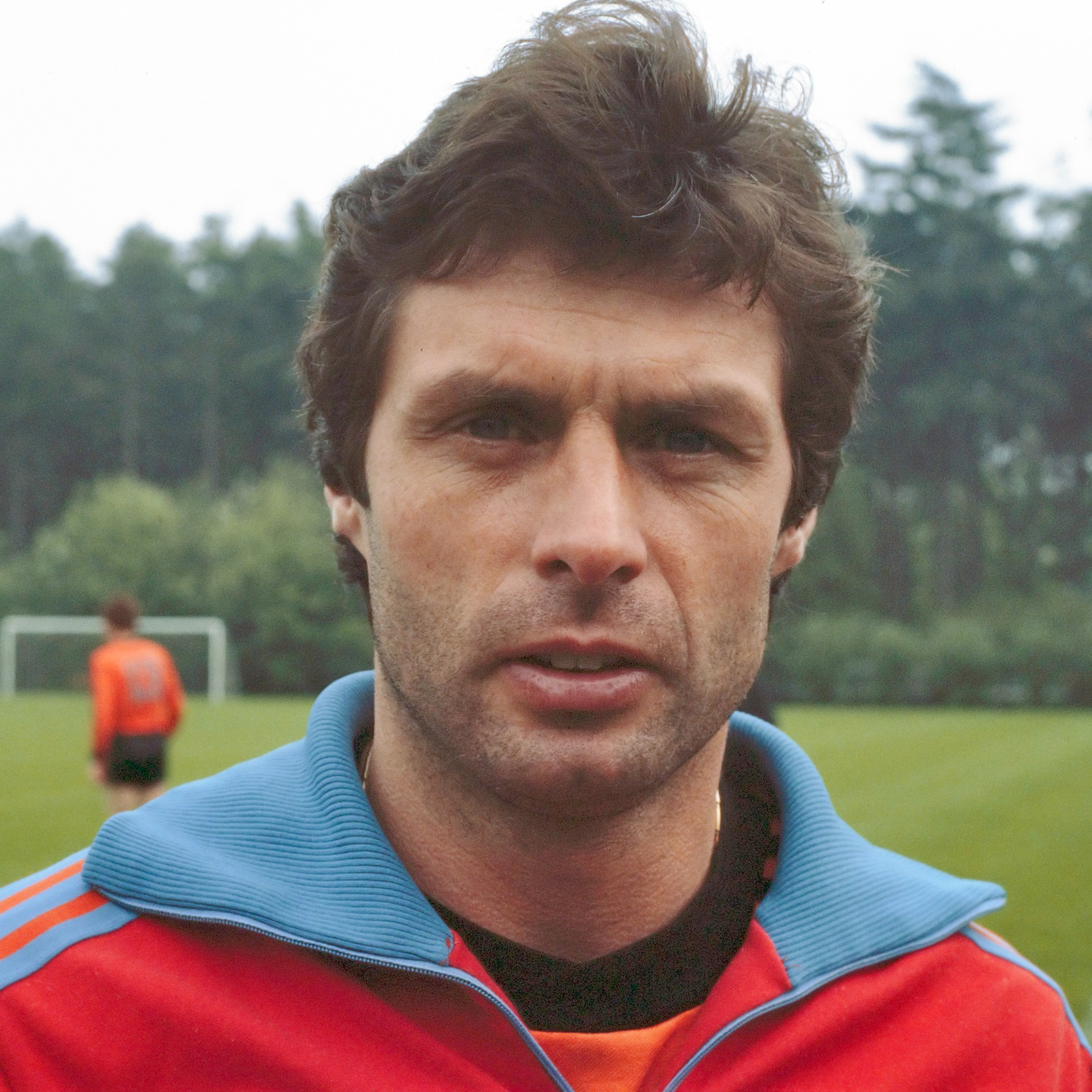
Wim Suurbier (verdediger)
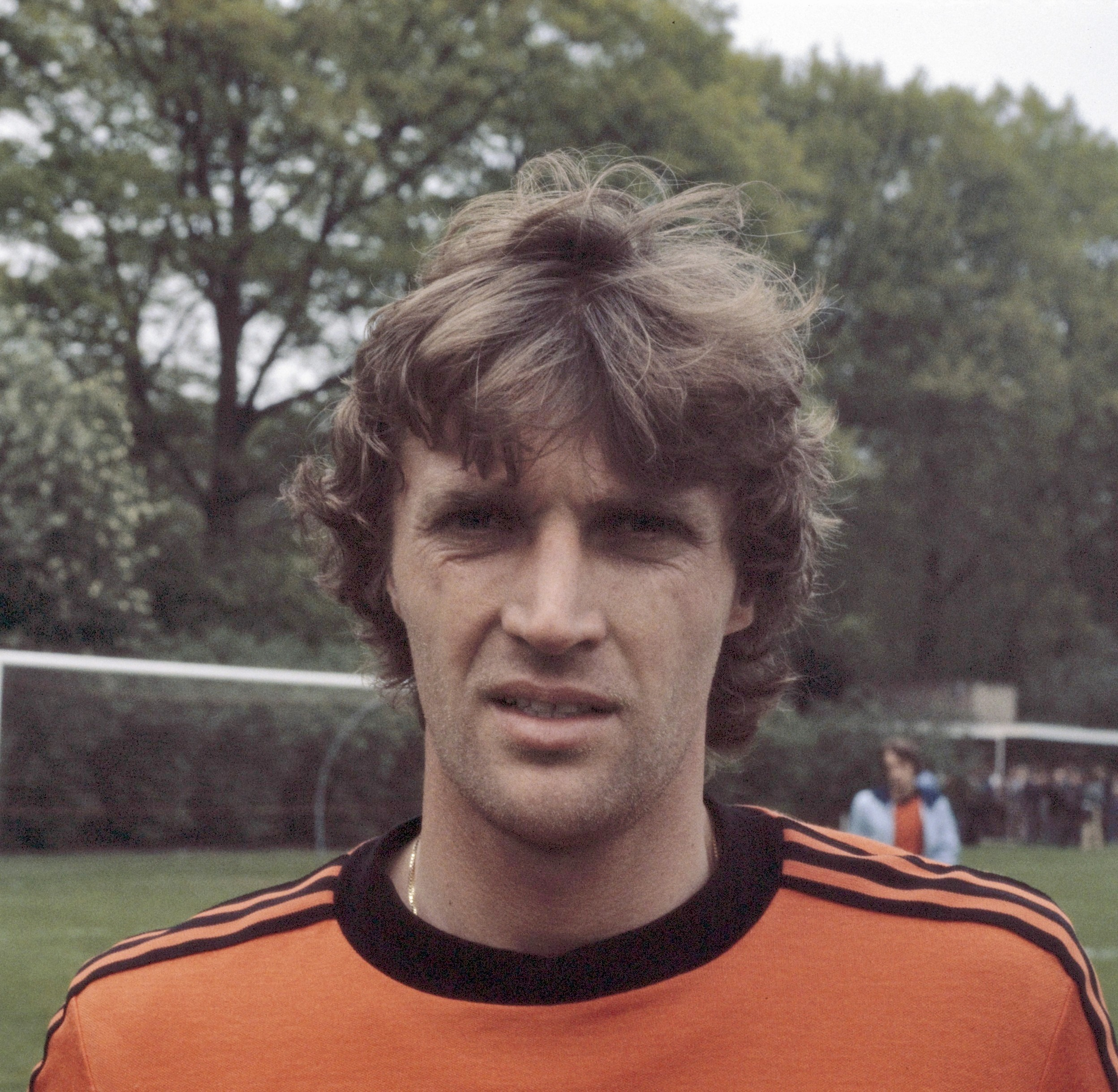
Ruud Krol (verdediger)
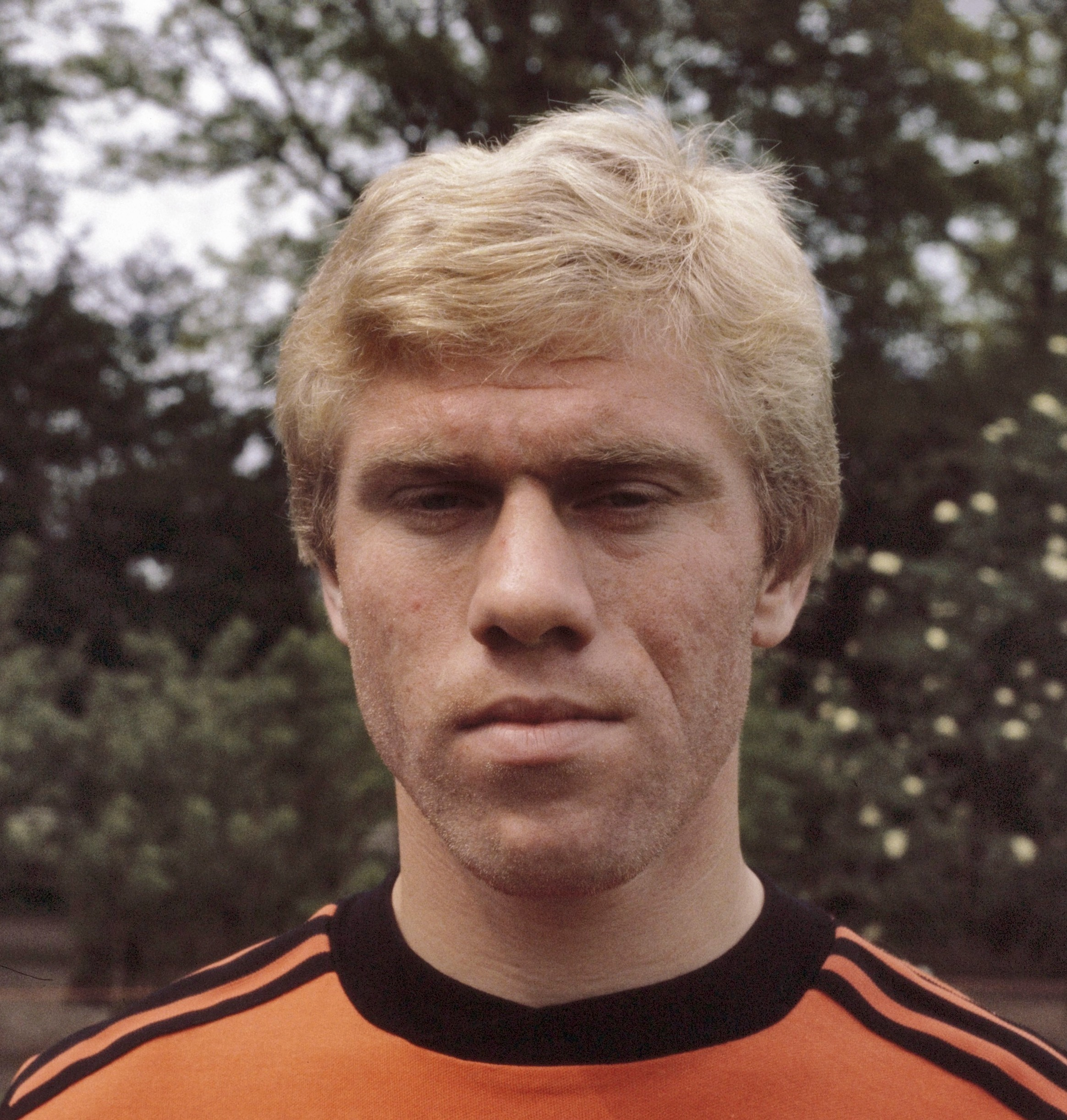
Wim Rijsbergen (verdediger)
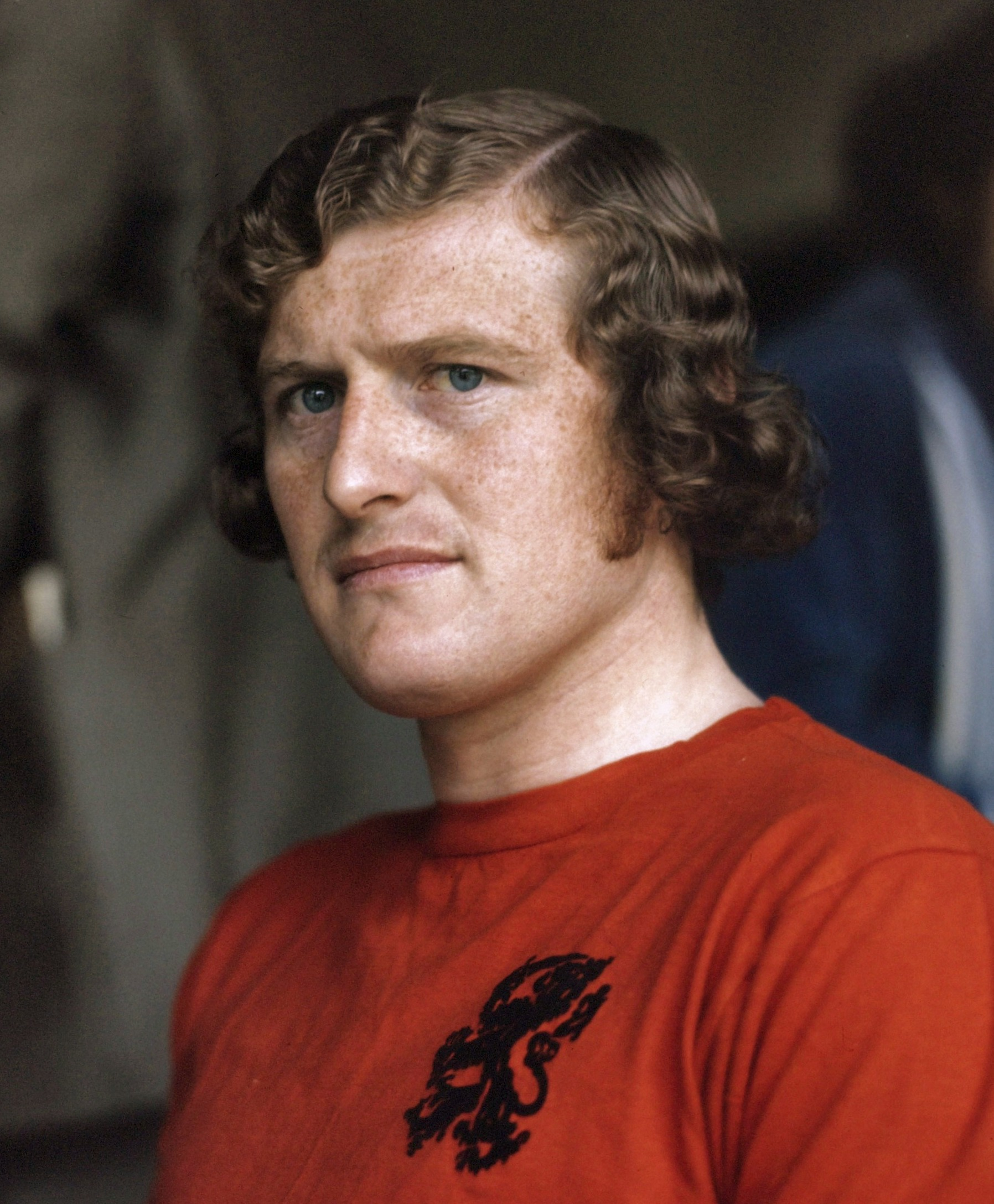
Wim Jansen (middenvelder)
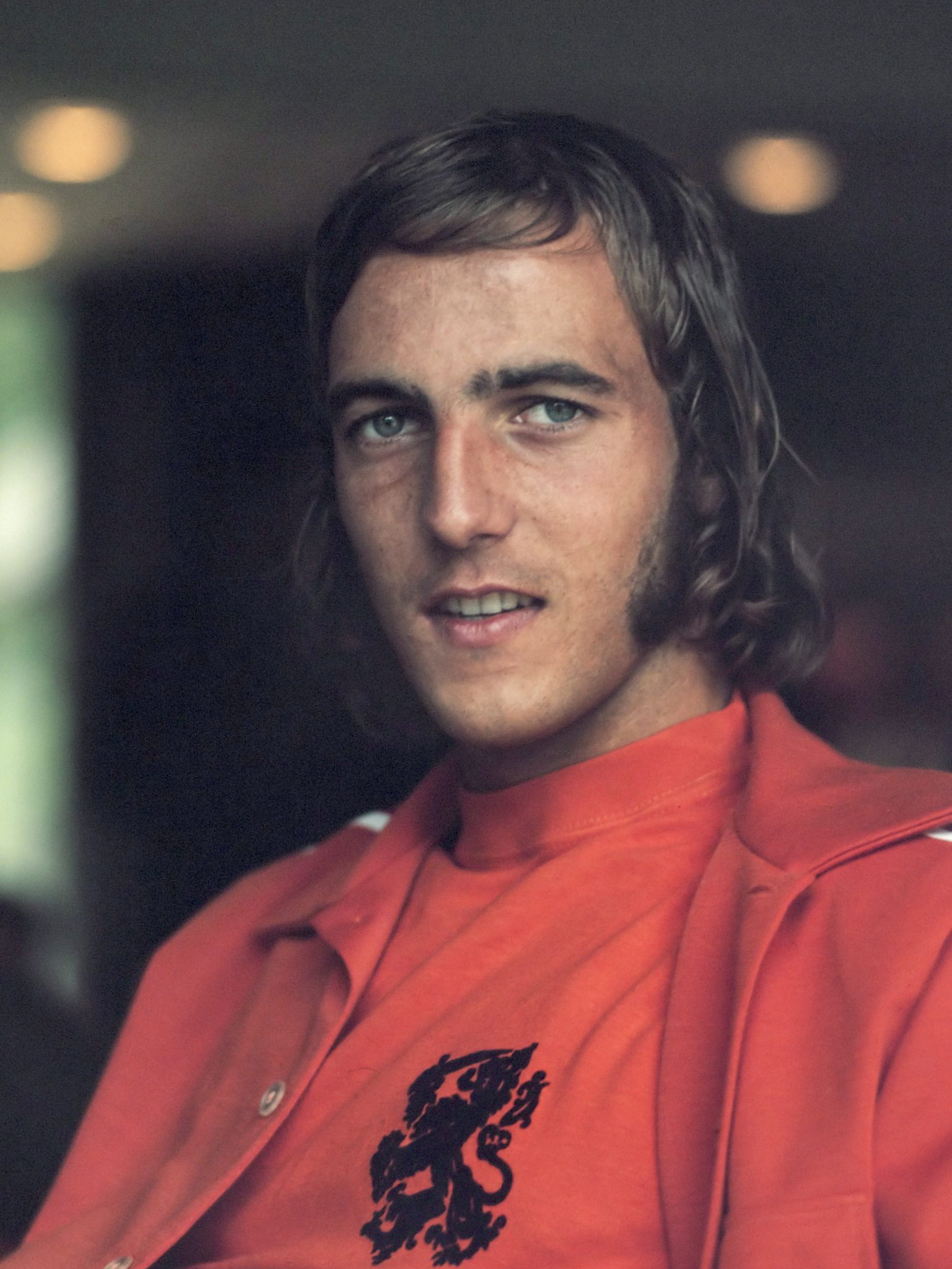
Johan Neeskens (middenvelder)
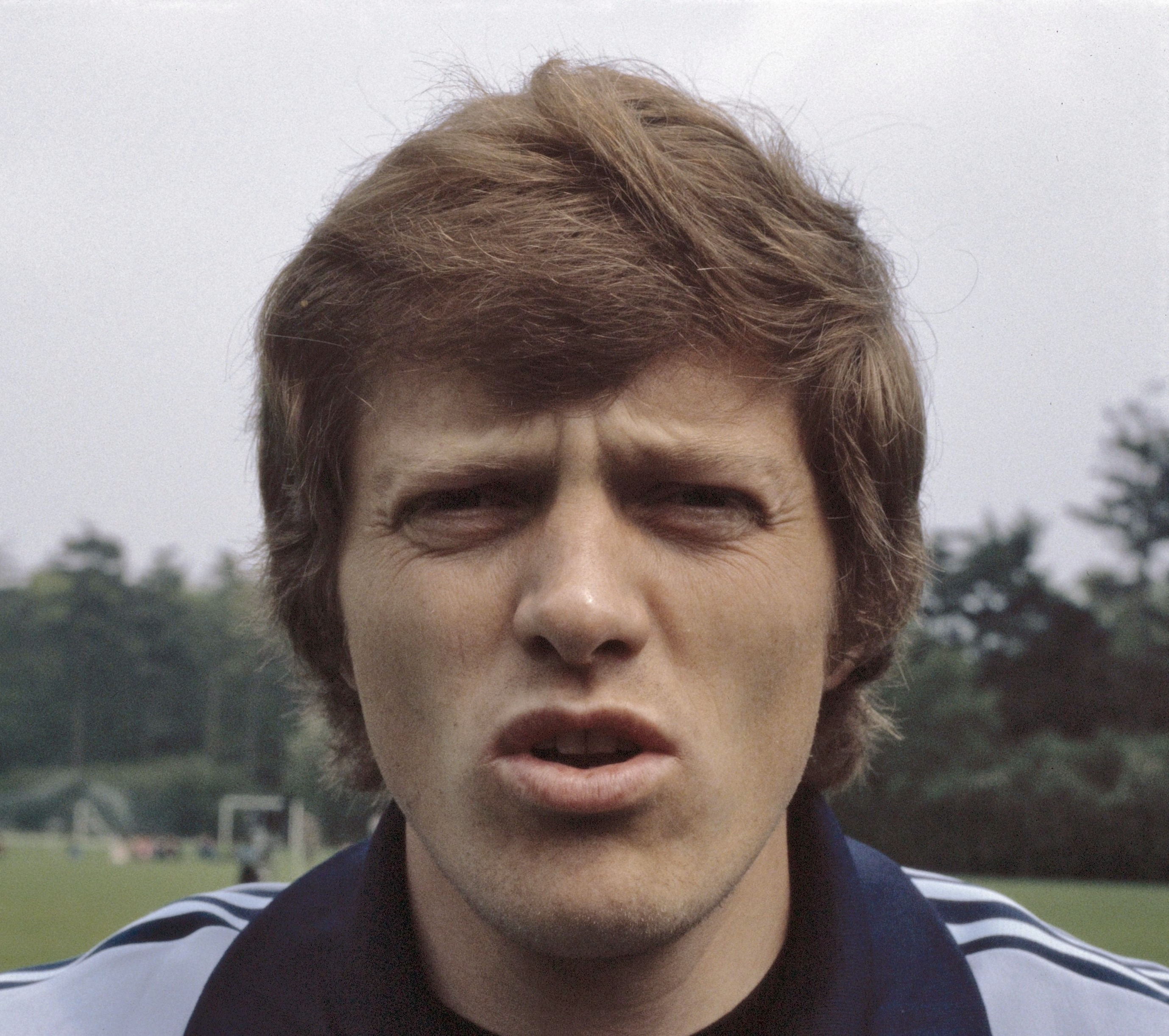
Arie Haan (middenvelder)
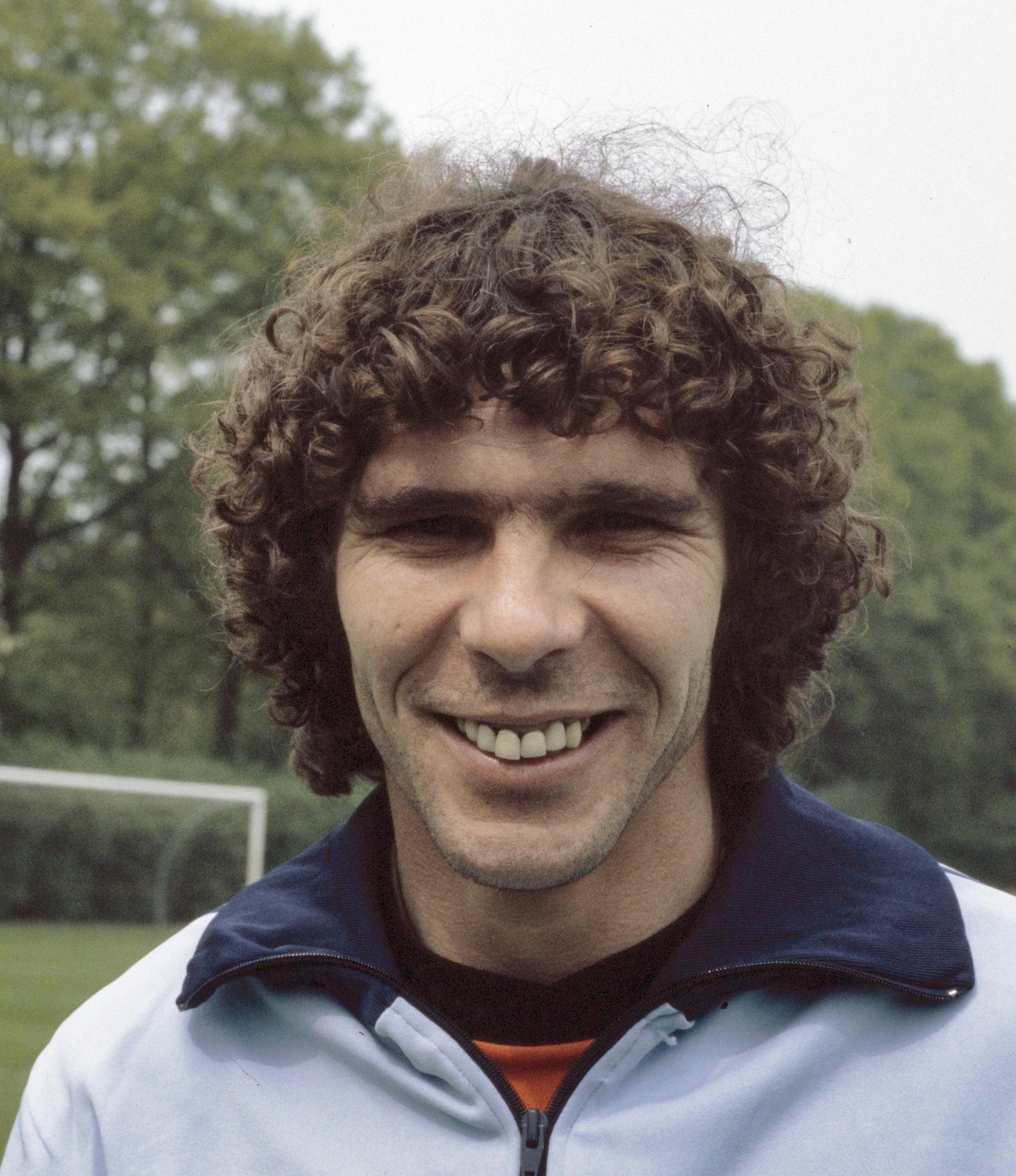
Willem van Hanegem (middenvelder)
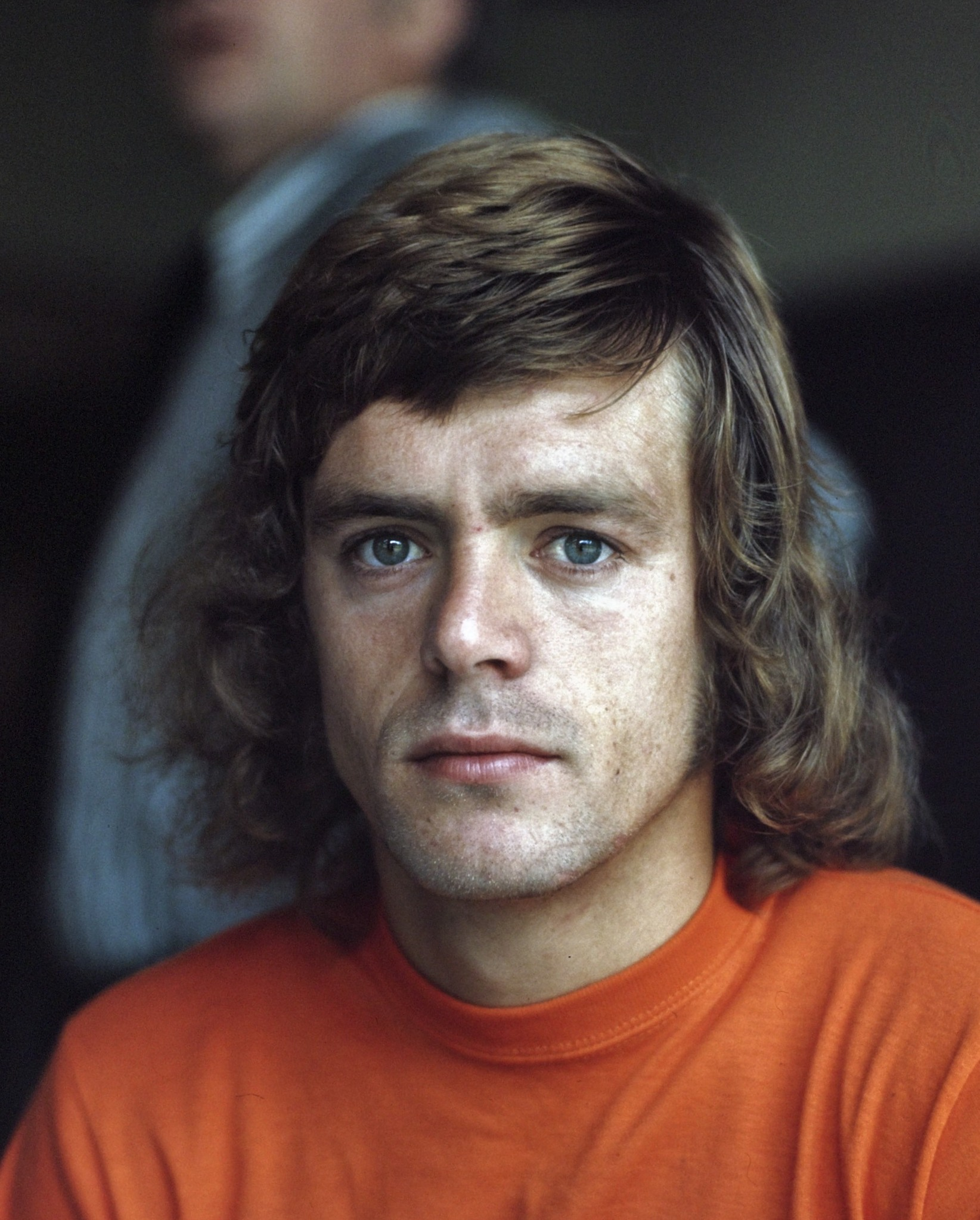
Johnny Rep (aanvaller)
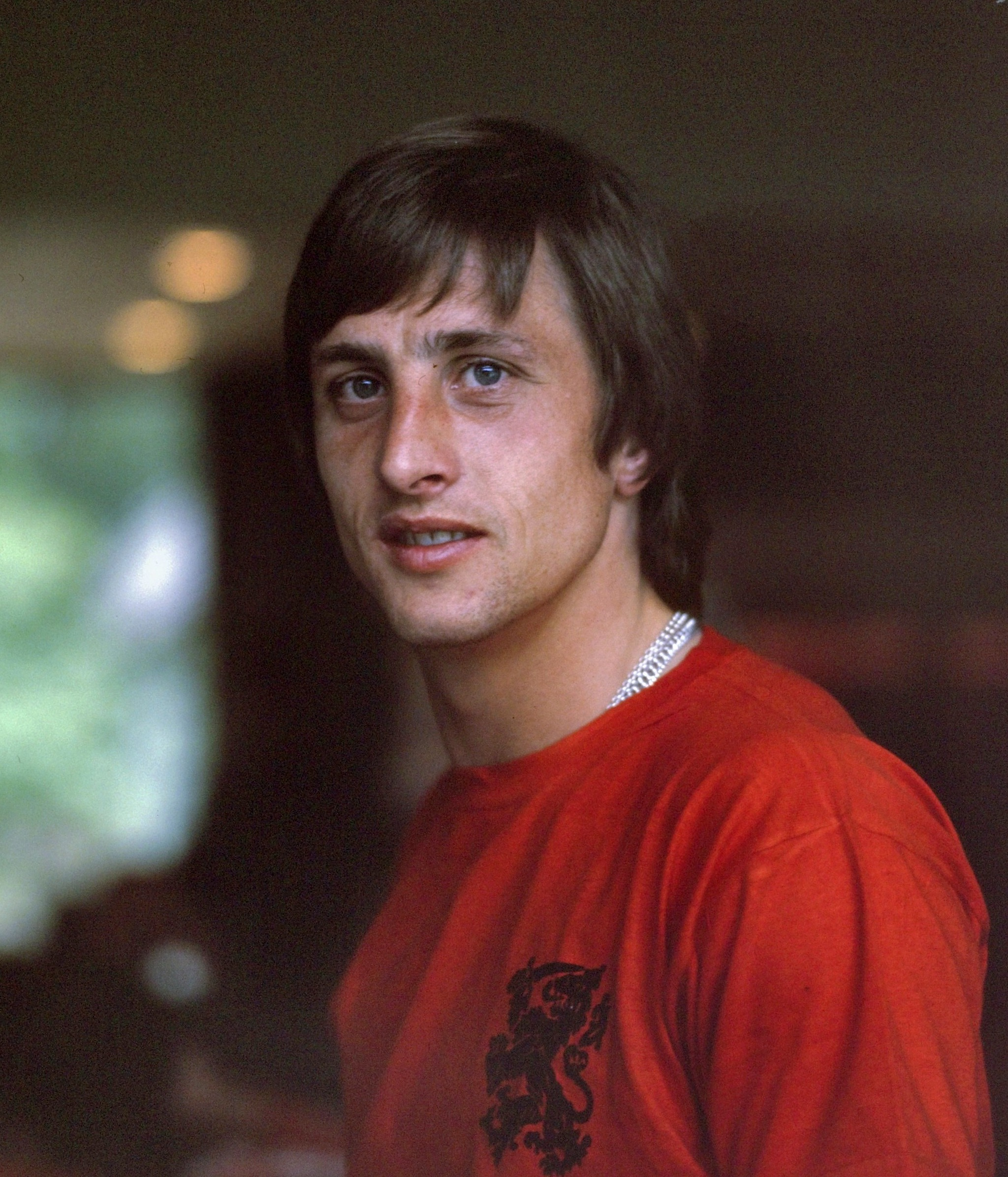
Johan Cruijff (aanvaller)
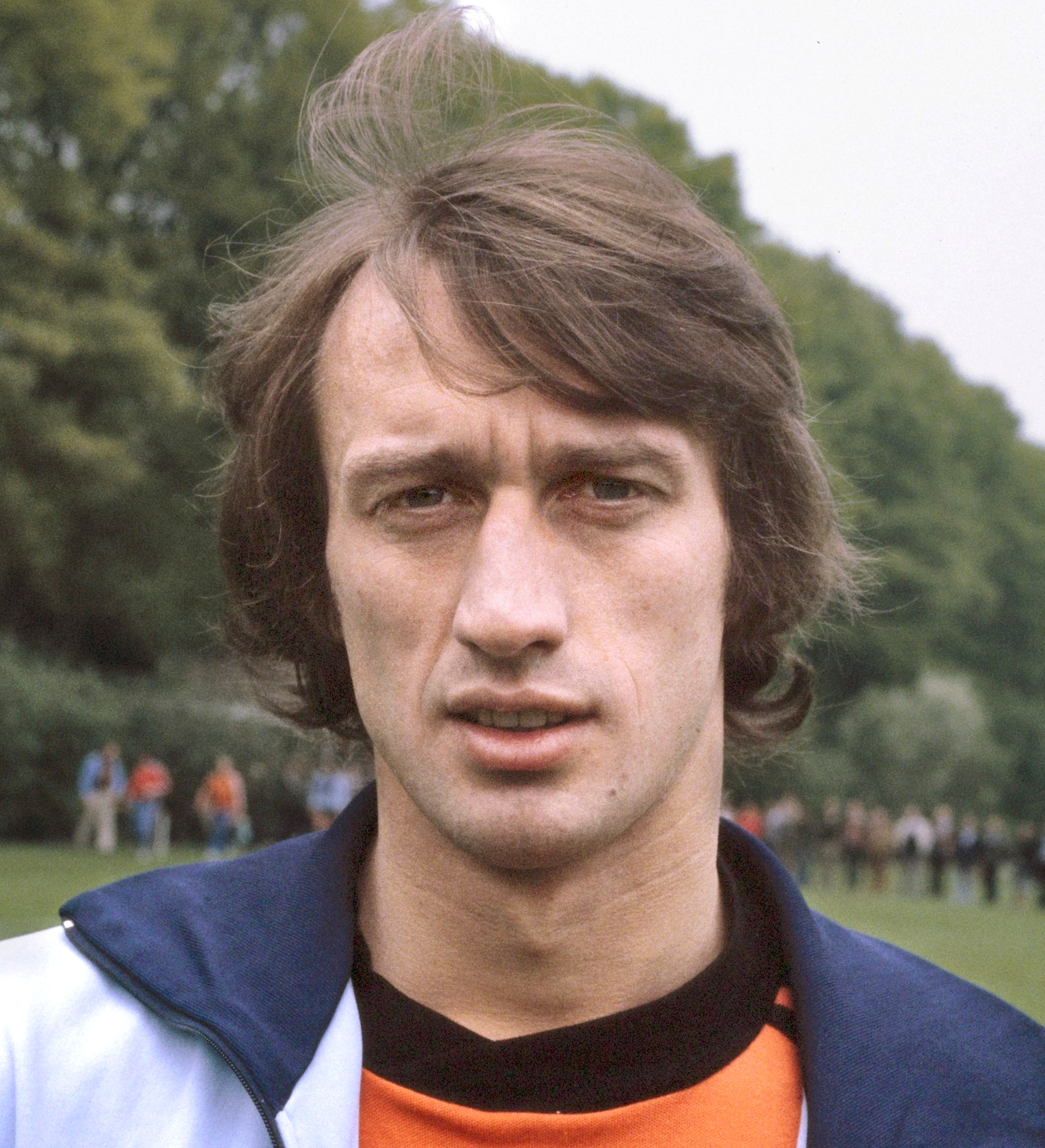
Rob Rensenbrink (aanvaller)

KNVB ·
A-internationals ·
Bondscoaches (m) ·
Topscorers ·
Nederlands vrouwenelftal ·
Bondscoaches (v) ·
Nederland B ·
Olympisch elftal ·
Jong Oranje ·
Nederland –20 ·
Nederland –19 ·
Nederland –18 ·
Nederland –17 ·
Nederland –16 ·
Nederland –15 ·
Nederlands amateurelftal ·
Nederlands zaterdagelftal ·
Jong OranjeLeeuwinnen ·
Vrouwen –20 ·
Vrouwen –19 ·
Vrouwen –18 ·
Vrouwen –17 ·
Vrouwen –16 ·
Vrouwen –15 ·
Militair mannenelftal ·
Militair vrouwenelftal ·
Strandteam ·
Vrouwen Strandteam ·
Futsalteam ·
Vrouwen Futsalteam

EK-wedstrijden ·
WK-wedstrijden ·
Resultaten kwalificaties en eindronden ·
Nederland B-wedstrijden ·
Officieuze wedstrijden ·
EK-wedstrijden vrouwen ·
WK-wedstrijden vrouwen ·
Resultaten vrouwen kwalificaties en eindronden
1905 – 1919 ·
1920 – 1929 ·
1930 – 1939 ·
1940 – 1949 ·
1950 – 1959 ·
1960 – 1969 ·
1970 – 1979 ·
1980 – 1989 ·
1990 – 1999 ·
2000 – 2009 ·
2010 – 2019 ·
2020 – 2029
2015 ·
2016 ·
2017 ·
2018 ·
2019 ·
2020 ·
2021 · 
2022
EK's: 1976 · 
1980 · 
1988 · 
1992 · 
1996 · 
2000 · 
2004 · 
2008 · 
2012 · 
2020 · 
2024
WK's: 1934 · 
1938 · 
1974 · 
1978 · 
1990 · 
1994 · 
1998 · 
2006 · 
2010 · 
2014 · 
2022
OS: 1908 ·
1912 ·
1920 ·
1924 ·
1928 ·
1948 ·
1952 ·
2008
Albanië ·
Andorra ·
Argentinië ·
Armenië ·
Australië ·
België ·
Bosnië en Herzegovina ·
Brazilië ·
Bulgarije ·
Canada ·
Chili ·
China ·
Colombia ·
Costa Rica ·
Curaçao ·
Cyprus ·
DDR ·
Denemarken ·
Duitsland ·
Ecuador ·
Egypte ·
Engeland ·
Estland ·
Faeröer ·
Finland ·
Frankrijk ·
GOS · 
Georgië ·
Ghana ·
Gibraltar ·
Griekenland ·
Hongarije ·
Ierland ·
IJsland ·
Indonesië ·
Iran ·
Israël ·
Italië ·
Ivoorkust ·
Japan ·
Joegoslavië ·
Kameroen ·
Kazachstan ·
Kroatië ·
Letland ·
Liechtenstein ·
Luxemburg ·
Malta ·
Marokko ·
Mexico ·
Moldavië ·
Montenegro ·
Nederlandse Antillen ·
Nigeria ·
Noord-Ierland ·
Noord-Macedonië ·
Noorwegen ·
Oekraïne ·
Oostenrijk ·
Paraguay ·
Peru ·
Polen ·
Portugal ·
Qatar ·
Roemenië ·
Rusland ·
Saarland ·
San Marino ·
Saoedi-Arabië ·
Schotland ·
Senegal ·
Servië en Montenegro ·
Slovenië ·
Slowakije ·
Sovjet-Unie ·
Spanje ·
Suriname ·
Thailand ·
Tsjechië ·
Tsjecho-Slowakije ·
Tunesië ·
Turkije ·
Uruguay ·
Verenigd Koninkrijk ·
Verenigde Staten ·
Wales ·
Wit-Rusland ·
Zuid-Afrika ·
Zuid-Korea ·
Zweden ·
Zwitserland
Argentinië (1978) ·
Argentinië (2006) ·
Argentinië (2014) ·
Argentinië (2022) ·
Australië (2014) ·
Brazilië (2014) ·
Chili (2014) · 
Costa Rica (2014) ·
Denemarken (2010) ·
Denemarken (2012) ·
Duitsland (2012) · 
Ecuador (2022) · 
Frankrijk (2008) ·
Italië (2008) ·
Ivoorkust (2006) ·
Japan (2010) ·
Kameroen (2010) ·
Mexico (2014) · 
Noord-Macedonië (2021) · 
Oekraïne (2021) · 
Oostenrijk (2021) · 
Portugal (2006) ·
Portugal (2012) ·
Portugal (2019) ·
Qatar (2022) ·
Roemenië (2008) ·
Rusland (2008) ·
San Marino (2011) ·
Senegal (2022) ·
Servië en Montenegro (2006) ·
Sovjet-Unie (1988) ·
Spanje (2010) ·
Spanje (2014) ·
Tsjechië (2021) · 
Uruguay (2010) ·
Verenigde Staten (2022) · 
West-Duitsland (1974)